# ILGA
De ILGA (International Lesbian, Gay, Bisexual, Trans and Intersex Association) is een internationale organisatie die zich inzet voor gelijke rechten van lesbische vrouwen, homoseksuele mannen, biseksuelen, transgenders, en mensen met een Intersekseconditie; en tegen homofobie en transfobie. Het is een koepelorganisatie waar nationale, lokale, regionale en transnationale organisaties op dit gebied lid van kunnen worden.
De ILGA werd (toen nog onder de naam IGA) opgericht in augustus 1978, in Coventry. Het was de derde poging om een internationale organisatie met dergelijke doelstellingen te maken, na het Internationaal Wetenschappelijk-Humanitair Comité van Magnus Hirschfeld in de jaren dertig van de 20e eeuw, en de International Committee for Sexual Equality ICSE (1951-1958).
De ILGA heeft een mannelijke en een vrouwelijke secretaris-generaal, een bestuur met vrouwen en mannen vanuit de verschillende werelddelen, en een bureau dat in Brussel is gevestigd. 
Binnen de ILGA zijn samenwerkingsverband op het niveau van werelddelen actief; mede vanwege de erkenning van ILGA-Europe als mensenrechtenorganisatie en antidiscriminatie-organisatie door de Europese Unie is van die "regionale" ILGA-afdelingen de Europese de meest georganiseerde. Ook de Europese ILGA is te Brussel gevestigd.
De ILGA kent zowel op wereldschaal als op regionale schaal conferenties waarop leden informatie met elkaar uitwisselen en coördinatie afspreken.
Binnen de Verenigde Naties is de ILGA erkend als non-gouvernementele organisatie bij de Economische en Sociale Raad van de Verenigde Naties (EcoSoc).
Het archief van ILGA World bevindt zich bij IHLIA LGBT Heritage te Amsterdam.
Van 2016 tot 2019 was Miriam van der Have lid van de raad van bestuur van ILGA, en voerde zij het Intersex Secretariat.